# Seminars in Immunology
Seminars in Immunology, abgekürzt Semin. Immunol., ist eine wissenschaftliche Fachzeitschrift, die von dem Elsevier-Verlag veröffentlicht wird. Sie erscheint mit sechs Ausgaben im Jahr. Es werden Arbeiten veröffentlicht, die sich mit dem Gebiet der Immunologie beschäftigen.
Der Impact Factor lag im Jahr 2014 bei 5,17. Nach der Statistik des ISI Web of Knowledge wird das Journal mit diesem Impact Factor in der Kategorie Immunologie an 24. Stelle von 148 Zeitschriften geführt.